# Sunset Beach
Sunset Beach – amerykański serial telewizyjny, emitowany w stacji NBC od 6 stycznia 1997 do 31 grudnia 1999. Serial był koprodukcją stacji NBC oraz wytwórni Aarona Spellinga. Emitowany był w ponad 70 krajach na świecie, w wielu zdobył ogromną popularność. Nazwa serialu została zaczerpnięta od niewielkiej plaży na południe od Seal Beach w Kalifornii.
Serial był emitowany w Polsce w stacji RTL7. Wyemitowano wszystkie odcinki w okresie od 22 września 1997 do 31 sierpnia 2000. Od 2014 do 2017 roku emitowany był w CBS Drama.

## Historia
Wątki serialu przez trzy lata produkcji oscylowały między romansem, sensacją, kryminałem, pojawiły się też fragmenty thrilleru i science-fiction. Początek akcji związany jest z romansem internetowym. Córka farmerów z Kansas odkrywa szokującą prawdę o swym narzeczonym: Tim dopuścił się zdrady w dniu ślubu z jej najlepszą przyjaciółką. Meg od dłuższego czasu regularnie rozmawiała online z tajemniczym SB – mężczyzną mieszkającym w Sunset Beach w Kalifornii. Teraz zdecydowała się wreszcie opuścić rodzinne Ludlow i poznać go. SB czyli Ben Evans okazał się zamożnym, tajemniczym wdowcem, właścicielem kawiarni internetowej „Java Web” mieszkającym w przepięknej willi na plaży. Cały pierwszy sezon Sunset Beach skupiony był przede wszystkim na wątku Meg i Bena. Zanim tych dwoje zeszło się na dobre, musiało pokonać mnóstwo przeciwności losu. Prawdopodobnie najważniejszą z nich była Annie Douglas – długoletnia przyjaciółka Bena, zakochana w nim bez wzajemności, która w celu rozdzielenia tych dwojga zjednoczyła siły z Timem, ex-narzeczonym Meg, który podążył za niedoszłą żoną w nadziei na odzyskanie jej miłości. Na przeszkodzie związkowi Meg i Bena stanęła także Maria – tragicznie zmarła żona Bena, której okoliczności śmierci były bardzo niejasne (wiele osób podejrzewało Bena o zamordowanie małżonki).
Drugi istotny wątek tej telenoweli związany był z klanem Richardsów. Olivia Richards była żoną bogatego przedsiębiorcy Gregory’ego Richardsa, właściciela m.in. lokalnej gazety „The Sentinel”. Razem z nimi mieszkała dwójka ich nastoletnich dzieci. Starsza córka – Caitlin to oczko w głowie Gregory’ego. Jest inteligentną studentką zakochaną bez pamięci w Cole'u St. Johnie – uwodzicielskim młodzieńcu otoczonym aurą tajemniczości. Natomiast młodszy syn – Sean to uczeń college’u. Jego miłosna wyprawa z koleżanką stała się powszechnie znana, gdy w motelu, w którym się zatrzymali popełniono morderstwo. Ofiarą był Del Douglas – ojciec Annie, znienawidzony przez większość mieszkańców Sunset Beach. W oczach prowadzącego śledztwo detektywa Torresa główną podejrzaną była właśnie córka Dela. Dlatego właśnie Annie musiała przez kilka tygodni ukrywać się w domu Bena i z pomocą swojej zwariowanej ciotki Bette szukać prawdziwego winowajcy. Po długim śledztwie okazało się, że strzelała Elaine Stevens. Szantażowana przez Dela, doprowadzona do ostateczności, właścicielka miejscowej cukierni skazana została ku nieszczęściu zrozpaczonej Annie tylko na 3 lata w zawieszeniu.
Związek Cole’a i Caitlin także był napiętnowany przez los. Gregory Richards za cel #1 obrał sobie rozdzielenie tej pary. Nie mógł dopuścić, by jego córka związała się z pierwszym lepszym mężczyzną. Nieszczęśliwa w małżeństwie i topiąca swe smutki w kieliszku, Olivia również zwróciła uwagę na chłopaka córki i przeżyła z nim namiętny romans. Jakież było jej zdziwienie gdy odkryła, że zaszła ze swym kochankiem w ciążę mniej więcej w tym samym czasie co jej córka! Gregory, nie wiedząc o ciąży niewiernej żony, zaplanował wykradnięcie dziecka swej córki i wychowanie go jako syna swojego i Olivii. Wskutek wypadku samochodowego Caitlin poroniła. Jako że bała się, że zostanie porzucona przez Cole’a udawała ciążę i planowała adopcję. W tym samym czasie Annie dowiedziała się, że jedynym sposobem na odziedziczenie majątku po ojcu jest małżeństwo z Gregorym Richardsem. Zdecydowała się sprzymierzyć z Caitlin, pomogła jej odurzyć Olivię i sztucznie wywołać poród dziecka. Caitlin zabrała niemowlę i wmówiła wszystkim, że należy do niej, matce powiedziała, że jej ciąża była martwa. W ten sposób Annie udało się doprowadzić do rozpadu małżeństwa Gregory’ego i Olivii, a następnie wyjść za tego pierwszego. W końcu Olivia dowiedziała się o straszliwym kłamstwie swej córki, zanim doszło do pojednania minęło jednak bardzo dużo czasu.
Sunset Beach to nie tylko świat ludzi białych, lecz także afroamerykanów. Zgodnie ze wstępnym scenariuszem wszystkie postaci murzyńskie miały zostać usunięte z serialu przed końcem pierwszego sezonu. Stało się jednak inaczej. Ze względu na dobre przyjęcie ze strony telewidzów wątek namiętności między ambitną dziennikarką Vanessą i odważnym ratownikiem Michaelem rozbudowano dodając pierwszą w historii telenoweli postać czarnoskórej nemezis – Virginii Harrison. Jako wdowa i samotna matka nastoletniego Jimmy’ego, Virginia pragnęła Michaela tylko dla siebie. W tym celu odurzyła Vanessę i zapłodniła wykradzioną z banku nasienia spermą, również czarnoskórego, doktora Tyusa Robinsona. Upozorowała to na niewierność Vanessy wobec Michaela, który cierpiał na bezpłodność. Gdy to się nie powiodło udała się do szamanki voodoo po specyfik powodujący olbrzymie wypryski skórne. Virginia przypadkiem dowiedziała się, że matka Vanessy choruje na trąd i pomyślała, że ta sama choroba u jej rywalki rozbije związek z Michaelem. Prawda wyszła w końcu na jaw i Virginia trafiła do szpitala psychiatrycznego.
Kolejnym z wątków były losy rodziny Torres, na którą składała się trójka rodzeństwa: Ricardo, Antonio i zaginiona przed laty Maria, oraz ich matka – jasnowidzka Madame Carmen. Jedyna postać z klanu Torresów, która została wprowadzona od samego początku serialu to Ricardo. Był on nie tylko policjantem, pilnującym porządku w Sunset Beach, ale też miejscowym podrywaczem. W momencie rozpoczęcia serialu jego kochanką była koleżanka z pracy, Paula Stevens. Znajomość ta nie miała jednak dalszej przyszłości, gdyż razem z awansem detektyw Torres zaczął zaniedbywać dziewczynę, a następnie wdał się w romans z jej siostrą – Gabriellą Martinez. Postać księdza Antonio Torresa została wplątana w akcję serialu w momencie, kiedy Gabi i Ricardo tworzyli już szczęśliwą parę. Początkowo dziewczyna widziała w nim przyjaciela, jednak z czasem uczucie to przerodziło się w miłość i pożądanie. Niestety dla Antonia pokusa okazała się silniejsza od woli i spędził upojną noc z dziewczyną brata. Zbliżenie tych dwojga zostało utrwalone na kasecie video, która oczywiście trafiła w niepowołane ręce, a w ostateczności dotarła do Ricarda, powodując u niego wylew i paraliż.
Carmen Torres była uważana za niepoczytalną, a jej dar jasnowidzenia był traktowany jak wymysł chorej kobiety. Jak się z czasem okazało, słusznie ostrzegała Meg Cummings przed wyjazdem na wyspę, Ricarda przed Gabi, ale jej największą racją było przekonanie, o tym, że Maria nie umarła. To właśnie Carmen doprowadziła do rozstania syna ze znienawidzoną Gabriellą. Imię Maria widzowie mogli usłyszeć już w jednym z pierwszych odcinków serialu, jednak tajemnicę tej postaci ujawniano przez długi czas. Ostatecznie po jej powrocie, rodzina Torresów zaczęła nowe życie.
Najbardziej niesamowity wątek serialu okrzyknięto mianem „Wyspy terroru” (z ang. „Terror Island”). Gdy grupa znajomych z Sunset Beach organizowała przyjęcie na nieopodal leżącej wysepce, nikt nie podejrzewał, że skończy się to śmiercią kilku bohaterów. Zamaskowany morderca przez wiele odcinków siał grozę wśród odciętych od reszty świata postaci. Od początku było wiadomo, że celem głównym zabójcy była Meg Cummings nikt jednak nie mógł się czuć wówczas bezpiecznie. Zamordowana została Jade – pracownica firmy cateringowej obsługującej przyjęcie; kapitan łodzi, którą wszyscy przypłynęli; Elisabeth – nowo poznana dziewczyna Seana oraz Mark – barman z „Java Web”. W swych ostatnich chwilach Markowi udaje się ściągnąć maskę z głowy mordercy i oczom widzów ukazuje się twarz ... Bena. W końcu wyszedł na jaw fakt, że był to Derek – opętany żądzą zemsty brat-bliźniak Bena. Dopiero pod koniec trzeciego sezonu Derek ostatecznie zginął postrzelony przez swego brata.
Maria Torres Evans, która poślubiła Bena, gdy była jeszcze nastolatką zaginęła i została uznana za zmarłą po wypadku na łodzi kilka lat przed akcją pierwszego odcinka serialu. Ben był cały czas opętany przez straszliwy sekret, który ukrywał: przyłapał żonę w łóżku z Derekiem. Maria nie miała pojęcia, że jej mąż ma brata bliźniaka, zdrada była więc nieświadoma. Poczucie winy Bena kładło się cieniem na związku z Meg już od samego początku. Sytuacja pogorszyła się, gdy Maria (mająca amnezję) odnalazła się w 1998 w czasie trzęsienia ziemi i została zaproszona przez niczego nie domyślającą się Meg na ślub z Benem.
Ben i Maria stawali się sobie coraz bliżsi w czasie gdy on pomagał jej odzyskać pamięć. Ku rozpaczy Meg, w ostatnim sezonie serialu w drzwiach domu Bena stanęła Tess – nieznajoma kobieta z dzieckiem, które rzekomo miałoby być Bena i Marii. Test na ojcostwo wypadł pozytywnie a Meg straciła złudzenia na zejście się z Benem. Wtedy jej w oko wpadł Casey, chłopak jej siostry Sary. Doprowadziło to do spięcia między siostrami. Tymczasem Derek, który niesłusznie został uznany za zmarłego, porwał Bena i przez kilka tygodni podszywał się pod niego, aby zdobyć Meg. Ostatecznie to on okazał się ojcem Benjy'ego, a jego wspólniczka Tess – matką.
Równie ciekawym wątkiem było trzęsienie ziemi, przez bohaterów odbywających akurat rejs statkiem odczuwane jako tsunami. Większość bohaterów znalazło się wówczas w ciężkiej sytuacji. Podczas gdy połowa z nich zmagała się z katastrofą na lądzie, reszta obsady przeżywała istną „Tragedię Posejdona”. Casey i Sara zanim zostali uratowani przez straż przybrzeżną spędzili kilka dni na bezludnej wyspie.
Akcja serialu przybrała ponadnaturalny przebieg, gdy z pobliskiego kościoła skradziono przeklęte klejnoty jednej z ikon. Wszyscy, którzy choć przez chwilę mieli je w ręku zaczęli zamieniać się w wysychające mumie. Moment kulminacyjny nastąpił w Wigilię, gdy kamienie zostały w porę odnalezione i zwrócone Madonnie co zapobiegło śmierci kilku kluczowych bohaterów.
Równie interesujący był wątek uwodzicielskiej i niebezpiecznej Franceski Vargas. Każdy w miasteczku pragnął jej śmierci, a gdy ta nastąpiła policja miała niemały orzech do zgryzienia szukając właściwego winowajcy. Pod koniec serialu wydało się, że zabił ją Gregory. Aby umknąć wymiarowi sprawiedliwości upozorował swoją śmierć, a następnie wrócił do Sunset Beach, udając swego angielskiego wuja Tobiasa.
"Who shot Francesca?” („Kto zastrzelił Franceskę?”) był jednym z najbardziej zagmatwanych wątków serialu. Poczynania każdego z podejrzanych oraz detektywa Torresa prowadzącego śledztwo były pisane przez różnych scenarzystów, dzięki czemu akcja robiła się ciekawsza. Vargas miała zdolność odkrywania cudzych tajemnic, przez co zyskała sobie wielu wrogów. To właśnie w jej ręce dostała się kaseta z nagraniem zbliżenia ojca Antonia z Gabi, której umiejętnie użyła do szantażu kochanków. Odkryła również, że Trey jest synem Olivii i Cole’a, a Caitlin i Annie uprowadziły go przy porodzie. Informację tę postanowiła wykorzystać do rozbicia małżeństwa Cailtin, a następnie uwiedzenia jej męża, w którym to podkochiwała się od lat. Tak więc z odcinka na odcinek Franceska budziła nienawiść w kolejnych osobach, aż w końcu jedna z nich postanowiła się jej pozbyć. Początkowo śledztwo ograniczało się jedynie do zniknięcia Franceski, jednak przybrało poważny obrót, kiedy ta podczas przyjęcia, wyskoczyła z tekturowego tortu z raną postrzałową w piersi, a następnie, umierając wskazała palcem na Antonia, czyniąc go głównym podejrzanym. Tajemnica śmierci Franceski została rozwiązana w dużym stopniu dzięki Annie, która paradowała po miasteczku przebrana w jej ciuchy i perukę. Ostateczna konfrontacja nastąpiła, kiedy Gregory zażądał spotkania z „Franceską”, aby tym razem pozbyć się jej ostatecznie.
Produkcja Sunset Beach została zakończona tuż przed 3. rocznicą. Większość głównych bohaterów doczekało się dobrego zakończenia. Ben i Meg oraz Vanessa i Michael pobrali się na podwójnym ślubie. Casey i Sara zaręczyli się, Cole i Caitlin zeszli się z powrotem a Olivia zdecydowała się wychowywać swojego syna samotnie. Maria dała rozwód Benowi i poznała nowego mężczyznę, Rossa Englisha. Zajęła się też adopcją Benjy'ego. Czarne charaktery doczekały się zakończeń odpowiednich dla siebie. Derek zginął, Tess i Gregory wylądowali w więzieniu. Zaborczy Tim został zamordowany przez Dereka. Tymczasem Annie Douglas nie poniosła konsekwencji swych matactw, tylko pogodziła się z Olivią i znalazła swą drugą połowę w agencie FBI – Jude Kavanaugh.
W zaskakującym ostatnim odcinku, Meg budzi się w Kansas i zdaje sobie sprawę, że te trzy lata spędzone w Sunset Beach to był tylko sen a wszystkie postacie to w rzeczywistości jej rodzina i przyjaciele z Ludlow. Jednakże, w ostatniej minucie Meg budzi się ze swojego „snu w śnie” w łóżku z Benem, dzień po ślubie!

## Obsada

### W rolach głównych
- Lesley-Anne Down (Olivia Richards)
- Sam Behrens (Gregory Richards)
- Hank Cheyne (Ricardo Torres)
- Laura Harring (Paula Stevens)
- Priscilla Garita (Gabi Martinez)
- Timothy Adams (Casey Mitchum)
- Kelly Hu (Rae Chang, 1997)
- Leigh Taylor Young (Elaine Stevens, 1997)
- Peter Barton (Eddie Connors, 1997)
- Jason Winston George (Michael Bourne)
- Sherri Saum (Vanessa Hart)
- Kathleen Noone (Bette Katzenkazrahi)
- Sarah Buxton (Annie Douglas)
- Clive Robertson (Ben Evans/Derek Evans)
- Susan Ward (Meg Cummings) #1
- Dax Griffin (Tim Truman)
- Randy Spelling (Sean Richards)
- Adrienne Frantz (Tiffany Thorne) #1 (1997)
- Nick Stabile (Mark Wolper, 1997–98)
- Ashley Hamilton (Cole St. John) #1 (1997)
- Vanessa Dorman (Caitlin Richards) #1 (1997–98)

### W pozostałych rolach
- John Reilly (Del Douglas)
- Mushond Lee (JoJo Grimes)
- Eddie Cibrian (Cole St. John Deschanell) #2 (1997–99)
- Jennifer Banko (Tiffany Thorne) #2 (1997)
- Steven Vincent Leigh (Wei Lee Yung, 1997)
- Russel Curry (Dr Tyus Robinson, 1998–99)
- Dominique Jennings (Virginia Harrison, 1998)
- V.P. Oliver (Jimmy Harrison) #1 (1998)
- Carol Potter (Joanne Cummings)
- John Martin (Hank Cummings)
- Denise Alexander (siostra Beatrice, 1998)
- Barbara Mandrell (Alex Mitchum)
- Nick Kiriazis (Antonio Torres, 1998–99)
- Margarita Cordova (Carmen Torres, 1998–99)
- Jeffrey Woods (Jimmy Harrison) #2 (1998)
- Sandra Ferguson (Jade Cheridan, 1998)
- Shawn Batten (Sara Cummings, 1998–99)
- Lisa Guerrero (Francesca Vargas, 1998–99)
- Gordon Thomson (Armando Deschanell junior, 1998–99)
- Kam Heskin (Caitlin Richards) #2 (1998–99)
- Cristi Ellen Harris (Emily Davis, 1998–99)
- Michael Strickland (Brad Niklaus, 1998–99)
- Krissy Carlson (Amy Neilsen, 1998–99)
- David Matthiessen (Leo Deschanell, 1998)
- Cristina Chambers (Maria Torres Evans, 1998–99)
- Tracy Lindsey Melchior (Tess Marin, 1999)
- Chase Parker (Benjy Evans, 1999)
- Sydney Penny (Meg Cummings) #2 (1999)
- Sean Kanan (Jude Cavanaugh, 1999)

### Gościnnie wystąpili
- Finola Hughes (Helen Greer, 1998)
- Michael Sabatino (Phillip Vargas, 1998)
- Marla Maples
- Christopher Darden
- Howie Mandel
- Jerry Springer
- John O’Hurley
- Kim Alexis
- Jack Wagner (Liam)